# Nicola Leali
Nicola Leali (Castiglione delle Stiviere, 17 de fevereiro de 1993) é um futebolista profissional italiano que atua como goleiro.

## Carreira
Nicola Leali começou a carreira no Brescia.

## Títulos
Olympiakos
- Superliga Grega: 2016-2017